# Gotščina
Gotščina (*gutisko razda) je izumrl germanski jezik, ki ga je govorilo ljudstvo Gotov in še posebej Vizigotov. Izpričan je v Wulfilovem prevodu Biblije iz 4. stoletja, na podlagi katerega je danes edini vzhodnogermanski jezik, v katerem obstajajo ohranjena besedila. Vsi ostali jeziki iz te skupine (npr. vandalščina, burgundščina, krimska gotščina) so znani le po omembah v zgodovinskih zapisih. 

## Pisava
Germanski škof Ulfilas (tudi Wulfila) je v 4. stoletju gotsko pisavo razvil sam, po vsej verjetnosti za lastne potrebe prevajanja Biblije. Deljena so mnenja, ali pisava izvira iz grške abecede (Braune) ali iz latinščine. Verjetno je gotska abeceda mešanica obeh ter runske abecede, ki je najstarejša pisava germanskih ljudstev.
Gotska abeceda nima nobene povezave z gotico, latinsko frakturno pisavo, ki se je v srednjem veku razvila iz karolinške minuskule in se je uporabljala od 12. do 15. stoletja. Kasneje se je gotica uporabljala za pisanje v nemškem jeziku vse do 20. stoletja.